# JRuby
JRuby ist eine Implementierung eines  Ruby-Interpreters in Java. JRuby ermöglicht die Interaktion von Java und Ruby in beiden Richtungen. Damit ermöglicht JRuby die Nutzung von Ruby als einer alternativen Sprache für die Java-Laufzeitumgebung, wie etwa BeanShell, Groovy oder Jython.
JRuby wurde ursprünglich 2001 von Jan Arne Petersen begonnen, 2008 waren Charles Nutter, Thomas Enebo, Ola Bini und Nick Sieger Hauptentwickler.
Die Ruby-Implementation ist für Ruby on Rails hinreichend nahe am Original, einige wenige Features von Ruby werden bisher nicht unterstützt, dazu gehören Continuations.
Seit Ende September 2007 enthält JRuby zusätzlich zum Interpreter einen Compiler, der Ruby-1.8-Klassen in Java-Klassen übersetzt.
Am 24. Februar 2009 gelang es Charles Nutter JRuby auf der Android-Plattform zum Laufen zu bringen. Dieses Projekt wurde im Jahr 2010 unter dem Namen Ruboto während des von Google initiierten „Summer of Code“ von Daniel Jackoway fortgesetzt.